# George Sarton
George Sarton   (Gant, 31 d'agost de 1884 - Cambridge, 22 de març de 1956), nom complet George Alfred Leon Santon, és considerat el fundador de la història de la ciència com a disciplina acadèmica.
Nascut a Gant, es va doctorar en matemàtiques i el 1912 va fundar Isis, la primera revista sobre història de la ciència, matèria que ensenyà a diverses universitats, especialment a Harvard. En el seu honor s'atorga anualment la Medalla George Sarton, que premia els investigadors sobre ciència del passat.
Entre les seves aportacions destaca el lligam que va establir entre la ciència i la màgia abans del racionalisme, l'atenció que va prestar a biografies de pensadors àrabs i perses i una enciclopèdia de conceptes usats fins al segle xiv.